# نگهبان (داستان کوتاه)
«نگهبان» (به انگلیسی: The Sentinel) یک داستان کوتاه علمی-تخیلی به قلم نویسندهٔ بریتانیایی آرتور سی. کلارک است، این داستان نخستین بار در سال ۱۹۴۸ نگاشته شد و در سال ۱۹۵۱، با عنوان «نگهبان ابدی» (به انگلیسی: Sentinel of Eternity) منتشر گردید و به‌عنوان ایدهٔ اولیهٔ رمان و فیلم ۲۰۰۱: ادیسه فضایی از آن استفاده شد.

## داستان کتاب
آلیسون پارکر، یک مدل مد زیبا اما مشکل‌دار، به خانه‌ای زیبا در شهر نیویورک نقل مکان می‌کند که به آپارتمان‌ها تقسیم شده است. این خانه در طبقه آخر توسط پدر فرانسیس متیو هالوران، یک کشیش کاتولیک نابینای گوشه‌نشین زندگی می‌کند که وقت خود را پشت پنجره بازش می‌نشیند.
آلیسون رابطه عاشقانه ای با مایکل فارمر، وکیل و دادستان سابق دارد. زندگی آلیسون به دلایلی درگیر است. او رابطه وحشتناکی با پدرش که به تازگی فوت کرده بود داشت و حداقل از یک بار اقدام به خودکشی جان سالم به در برد. مایکل در مظان مرگ همسر سابقش است. یک کارآگاه مصمم اداره پلیس شهر نیویورک به نام گاتز مطمئن است که مایکل او را به قتل رسانده است و به زودی به آلیسون نیز مشکوک می‌شود.
آلیسون دچار کم خوابی و کابوس‌های وحشتناکی می‌شود که پدرش را درگیر می‌کند و به زودی دچار سردردهای کور می‌شود.
به دنبال حواس‌پرتی، او سعی می‌کند خود را با سایر ساکنان ساختمان خشنود کند - اما متوجه می‌شود که آنها به طرز عجیبی عجیب و غریب و نفرت‌انگیز هستند. آلیسون از آنها به مشاور املاک ساختمان شکایت می‌کند. مأمور گیج می‌شود و به آلیسون شوکه شده می‌گوید که هیچ همسایه ای وجود ندارد - به جز خودش و پدر هالوران، هیچ‌کس دیگری در آنجا زندگی نمی‌کند.
مایکل در جستجوی پاسخ، به آرشیو اسناد کلیسای کاتولیک رومی نفوذ می‌کند. مایکل با تحقیق در مورد گذشته پدر هالوران متوجه می‌شود که این مرد هیچ‌کدام را ندارد. در عوض، زندگی هالوران از روزی شروع شد که ظاهراً زندگی مرد دیگری به پایان رسید و مایکل را به این باور رساند که این دو مرد یکی هستند. او همچنین سوابق مشابهی برای زنی پیدا می‌کند، راهبه ای به نام خواهر ترز که قرار است در ساختمان آلیسون اقامت کند. مایکل خیلی زود به این نتیجه می‌رسد که خواهر ترز در واقع همان زنی است که آلیسون قرار است تبدیل شود.
با عجله به سمت ساختمان او، او با کشیش نابینا روبرو می‌شود، اما کشته می‌شود. آلیسون با بازگشت به ساختمان، در حالی که سردردهایش برگشته و پوستش شروع به خشک شدن کرده است، مایکل را به ظاهر آسیبی نمی‌بیند. او فاش می‌کند که در واقع مرده است و همچنین به خاطر کشتن همسرش محکوم شده است. او همچنین توضیح می‌دهد که خانه در واقع بر روی دروازه بین دنیای ما و جهنم قرار دارد و باید یک دروازه‌بان وجود داشته باشد تا از جهان در برابر ساکنان دنیای زیرین محافظت کند. تا به حال، آن دروازه‌بان یا سنتینل، پدر هالوران بود، اما اکنون انتظار می‌رود آلیسون جانشین او شود. گذشته پر دردسر او، به ویژه اقدام به خودکشی، او را به انتخاب مناسب تبدیل می‌کند. ساکنان جهنم در واقع «همسایه‌های» او هستند و می‌دانند که یک فرصت برای فرار از Abyss دارند - تحت فشار قرار دادن آلیسون برای تکمیل خودکشی. در آخرین لحظه، پدر هالوران ظاهر می‌شود و آلیسون را نجات می‌دهد و «همسایه‌ها» را به جهنم برمی‌گرداند.
این کتاب با تبدیل شدن آلیسون به نگهبان جدید، خواهر ترز، که مانند پدر هالوران قبل از او نابینا است، به پایان می‌رسد.